# Emas Nemzeti Park
Az Emas Nemzeti Park Brazília egyik nemzeti parkja az ország északkeleti régiójában, Goiás állam területén, Mato Grosso do Sul és Mato Grosso államokkal határosan. Nevét Dél-Amerika legnagyobb futómadaráról, a nanduról (ema) kapta. Területe 131 868 ha.

## Növényzete
A cerrado szavannák területe majdnem 2 millió km² Közép-Brazíliában, Kelet-Bolívia és Északkelet-Paraguay szomszédságában. A nevet széles körben használták arra a növényzetre, amely elborítja a brazil pajzs nagy részét, és a nyitott füves vidékektől (campo sujo) sűrű erdőségekig (cerradăo) terjed. Az utóbbi a félig lombhullató trópusi erdők mellett fordulnak elő a brazil Amazónia déli határain. Vastag, tűzálló kérgű, csavart törzsű és ágú, nagy, vastag levelű fák és bokrok uralják ezt a nyitott erdőséget, amelyeknek alját füvek, szittyó és félcserjék borítják.
A lombhullató erdők és alföldi bozótosok (caatinga) növényzetének elemei, mint a földi broméliák, kaktuszok és a más tüskés növények ritkák vagy hiányoznak. A cerrado az edényes növények rendkívüli változatosságát mutatja fel: egyetlen hektár 250–350 fajt tartalmazhat.
A cerrado ökoszisztémáját gyorsan átalakította a szójabab, a cukornád és a gyapot monokultúrás termesztése, ezért kevés védett terület maradt. Az Emas Nemzeti Park oltalmazza a brazil puszták maradékát (campo limpo, campo sujo és campo cerrado). Szelíden dombos területe kb. 900 m magasságban fekszik a brazil központi fennsíkon. A brazilok camposnak  nevezik a síkságot, és a biológusok a campos három típusát különböztetik meg: campos limpos (nagy nyitott, füves vidékek), campos sujos (füves vidékek bokrokkal), és campos cerrados (síkságok, amelyeken facsoportok és szavannák váltakoznak). Az Emas Nemzeti Parkban a síkságok mindhárom típusa megtalálható. Ezeken az élőhelyeken kívül magas, de keskeny galériaerdők szegélyzik azoknak a vízfolyásoknak  a partjait, amelyek elvezetik a camposok vizét. Ezek a galériaerdők mint az esőerdők keskeny szalagjai kanyarognak a fennsíkon.

## Állatvilága
A nemzeti parkra a madárfajok nagy száma a jellemző. Ritka fajok találhatók itt, mint a pampatinamu, a vöröslábú kígyászdaru, a  sárgaarcú amazon, az aranyhomlokú papagáj, a sarlósfecskefélék, fazekasmadár-félék, királygébicsfélék, fedettcsőrűfélék több faja.  1938 augusztusában egy ritka tangaraféle egyetlen egyedét gyűjtötték be, latin neve Conothraupis mesoleuca. 2003-ban az  Emas Nemzeti Park galériaerdőségeiben fedezték fel újra, és azóta négy különböző helyszínen hatszor észlelték a park 2/3-ban. A faj ritkaságáról árulkodik, hogy az észlelések között sok idő telt el. Populációjának létszámát 50 egyedszám alá becsülik. Az Emas Nemzeti Parkban él az egyik legritkább és legveszélyeztetettebb lappantyúfaj, a Caprimulgus candicans. Ez a madár csak három helyen él Dél-Amerikában.
Az emlősöket a gyakori pekarik, vízidisznók, majmok, szarvasok, a ritkább sörényes hangyászok, rókák, sörényes farkasok, erdei kutyák, tapírok, tatuk és az igen ritka ocelotok képviselik.